# Формула площади Гаусса

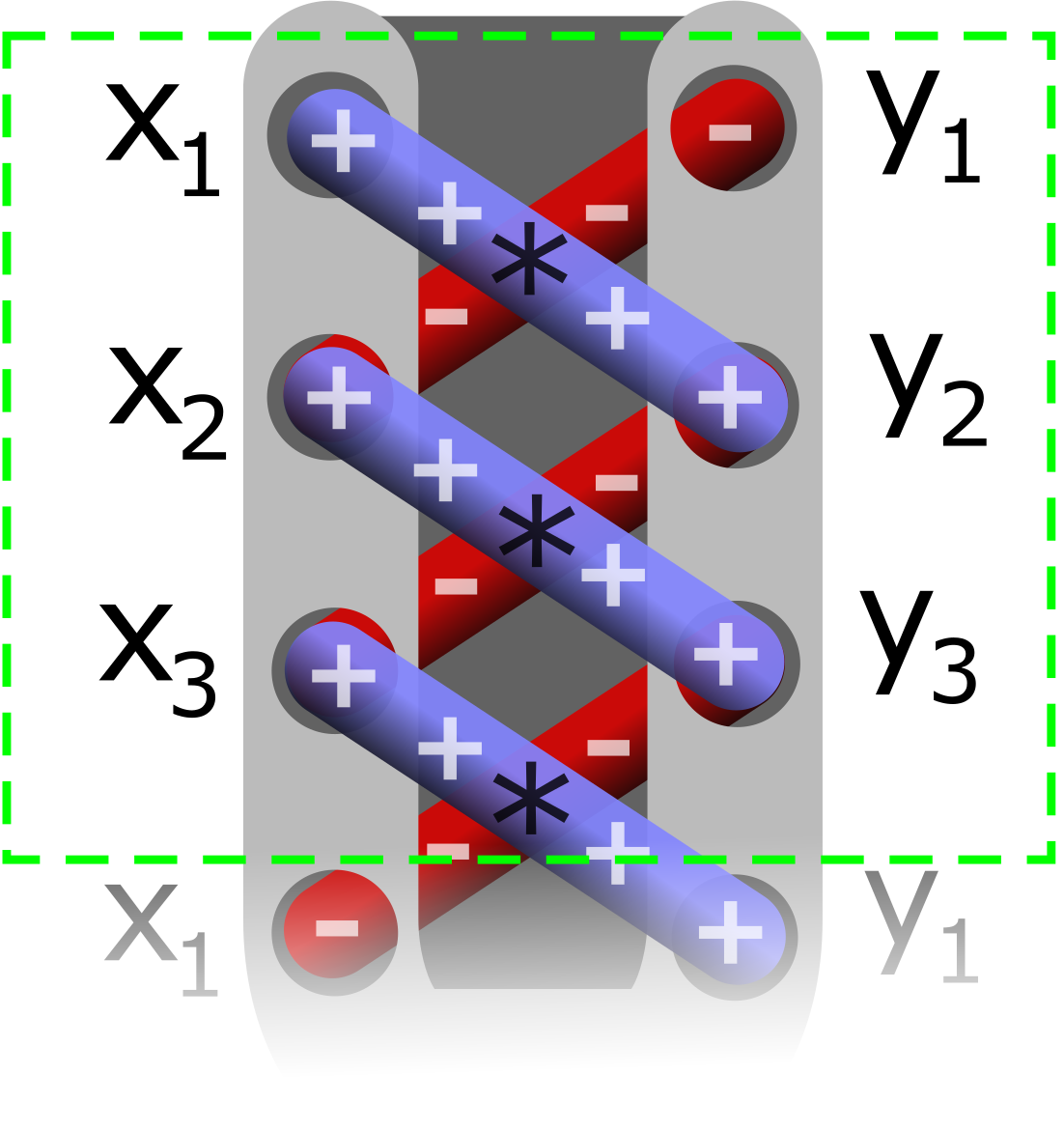
Формула шнурования

Фо́рмула пло́щади Га́усса (формула землемера, или формула шнурования, или алгоритм шнурования) — формула определения площади простого многоугольника, вершины которого заданы декартовыми координатами на плоскости. В формуле векторным произведением координат и сложением определяется площадь области, охватывающей многоугольник, а затем из нее вычитается площадь окружающего многоугольника, что дает площадь многоугольника внутри. Также она называется формулой шнурования, так как положительные и отрицательные слагаемые, состоящие из перемножаемых координат, располагаются крест-накрест, как при завязывании шнурков. Она находит применение в геодезии, лесном хозяйстве и других областях.
Формула была описана Мейстером (1724—1788) в 1769 году и Гауссом в 1795 году. Она может быть проверена путём деления многоугольника на треугольники, но её также можно рассматривать как частный случай теоремы Грина.
Формула определения площади определяется путём взятия каждого ребра многоугольника АВ и вычисления площади треугольника АВО с вершиной в начале координат О через координаты вершин. При обходе вокруг многоугольника образуются треугольники, включающие внутреннюю часть многоугольника и расположенные снаружи его. Разница между суммой этих площадей и есть площадь самого многоугольника. Поэтому формула называется формулой геодезиста, так как «картограф» находится в начале координат; если он обходит участок против часовой стрелки, площадь добавляется, если она слева, и вычитается, если она справа с точки зрения из начала координат.
Формула площади верна для любого самопересекающегося многоугольника, который может быть выпуклым или вогнутым.

## Определение
Формула может быть представлена следующим выражением:
{\displaystyle {\begin{aligned}S&={\frac {1}{2}}\left|\sum _{i=1}^{n-1}x_{i}y_{i+1}+x_{n}y_{1}-\sum _{i=1}^{n-1}x_{i+1}y_{i}-x_{1}y_{n}\right|=\\&={\frac {1}{2}}|x_{1}y_{2}+x_{2}y_{3}+\dots +x_{n-1}y_{n}+x_{n}y_{1}-x_{2}y_{1}-x_{3}y_{2}-\dots -x_{n}y_{n-1}-x_{1}y_{n}|,\end{aligned}}}
где
{\displaystyle S} — площадь многоугольника,
{\displaystyle n} — количество сторон многоугольника,
{\displaystyle (x_{i},y_{i}),i=1,2,\dots ,n} — координаты вершин многоугольника.
Другое представление этой же формулы:
{\displaystyle {\begin{aligned}S&={\frac {1}{2}}\left|\sum _{i=1}^{n}x_{i}(y_{i+1}-y_{i-1})\right|=\\&={\frac {1}{2}}\left|\sum _{i=1}^{n}y_{i}(x_{i+1}-x_{i-1})\right|=\\&={\frac {1}{2}}\left|\sum _{i=1}^{n}x_{i}y_{i+1}-x_{i+1}y_{i}\right|=\\&={\frac {1}{2}}\left|\sum _{i=1}^{n}\det {\begin{pmatrix}x_{i}&y_{i}\\x_{i+1}&y_{i+1}\end{pmatrix}}\right|,\end{aligned}}}
где
xn+1 = x1, x0 = xn,
yn+1 = y1, y0 = yn.
Если точки пронумерованы последовательно в направлении против часовой стрелки, то детерминанты в формуле выше положительны, и модуль в ней может быть опущен; если они пронумерованы в направлении по часовой стрелке, то детерминанты будут отрицательными. Это происходит потому, что формула может рассматриваться как частный случай теоремы Грина.

## Примеры
Для применения формулы необходимо знать координаты вершин многоугольника в декартовой плоскости. Для примера возьмём треугольник с координатами {(2, 1), (4, 5), (7, 8)}. Возьмём первую координату x первой вершины и умножим её на координату y второй вершины, а затем умножим х второй вершины на y третьей. Повторим эту процедуру для всех вершин. Результат может быть определён по следующей формуле:
{\displaystyle \mathbf {S} _{\text{tri.}}={\frac {1}{2}}|x_{1}y_{2}+x_{2}y_{3}+x_{3}y_{1}-x_{2}y_{1}-x_{3}y_{2}-x_{1}y_{3}|,}
где xi и yi обозначают соответствующую координату. Эту формулу можно получить, раскрыв скобки в общей формуле для случая n = 3. По этой формуле можно обнаружить, что площадь треугольника равна половине суммы 10 + 32 + 7 − 4 − 35 − 16, что даёт 3.
Число переменных в формуле зависит от числа сторон многоугольника. Например, в формуле для площади пятиугольника будут использоваться переменные до x5 и y5:
{\displaystyle \mathbf {S} _{\text{pent.}}={\frac {1}{2}}|x_{1}y_{2}+x_{2}y_{3}+x_{3}y_{4}+x_{4}y_{5}+x_{5}y_{1}-x_{2}y_{1}-x_{3}y_{2}-x_{4}y_{3}-x_{5}y_{4}-x_{1}y_{5}|.}
S для четырехугольника — переменные до x4 и y4:
{\displaystyle \mathbf {S} _{\text{quad.}}={\frac {1}{2}}|x_{1}y_{2}+x_{2}y_{3}+x_{3}y_{4}+x_{4}y_{1}-x_{2}y_{1}-x_{3}y_{2}-x_{4}y_{3}-x_{1}y_{4}|.}

## Более сложный пример
Рассмотрим многоугольник, представленный на рисунке и заданный точками (3, 4), (5, 11), (12, 8), (9, 5), (5, 6):
Площадь этого многоугольника:
{\displaystyle {\begin{aligned}\mathbf {S} &={\frac {1}{2}}|3\times 11+5\times 8+12\times 5+9\times 6+5\times 4-{}\\&\qquad -4\times 5-11\times 12-8\times 9-5\times 5-6\times 3|=\\&={\frac {60}{2}}=30.\end{aligned}}}

## Объяснение названия
Формула называется «формулой шнурков» из-за общего метода, используемого для её вычисления. Этот метод использует матрицу. В качестве примера возьмём треугольник с вершинами (2, 4), (3, −8), (1, 2). Затем построим следующую матрицу, «обходя вокруг» треугольника и заканчивая начальной точкой:
{\displaystyle {\begin{bmatrix}2&4\\3&-8\\1&2\\2&4\end{bmatrix}}.}
Сначала проведём диагональ вниз и вправо косой чертой, как показано ниже:
и перемножим пары чисел, соединённых чертой, а затем сложим все произведения:
(2 × −8) + (3 × 2) + (1 × 4) = −6.
Сделаем то же самое, проводя косую черту по диагонали вниз и влево, как показано ниже:

(4 × 3) + (−8 × 1) + (2 × 2) = 8.
Затем вычтем сумму второй группы из первой и возьмём модуль:
|(−6) − (8)| = 14.
Деление результата на два даёт площадь. 
Организация чисел в матрицу с диагональными линиями упрощает запоминание формулы.
В результате проделанной операции с рисованием диагональных (косых) линий матрица с числами напоминает зашнурованную обувь, отсюда и происходит название «алгоритма шнурования».
Хорошее описание «Шнуровки Гаусса» представлено в видео на канале Wild Mathing 